# Sándwich de pepino

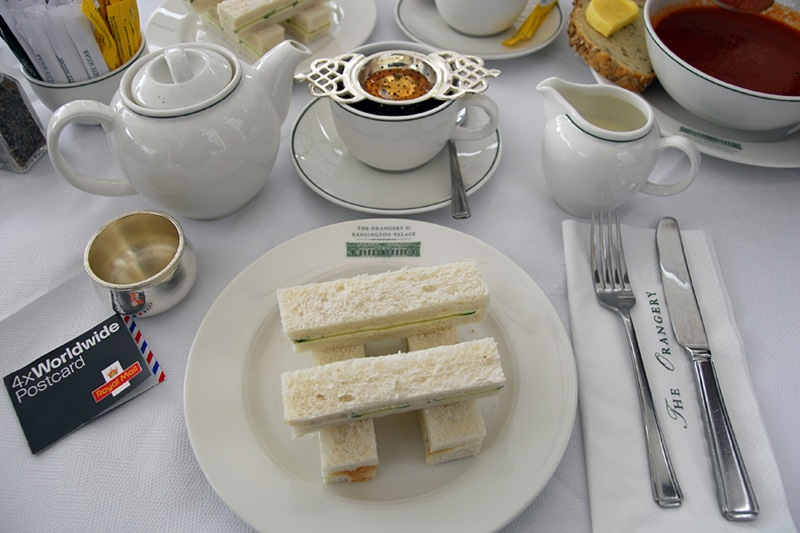
Sándwiches de pepino para acompañar el té.

El sándwich de pepino (en inglés "cucumber sandwich") es un sándwich elaborado con rodajas de pepino puestas sobre dos rebanadas cuadradas de pan untado con mantequilla. Es uno de los sándwiches más tradicionales de los cream tea ingleses, asociados a la aristocracia.

## Características y elaboración

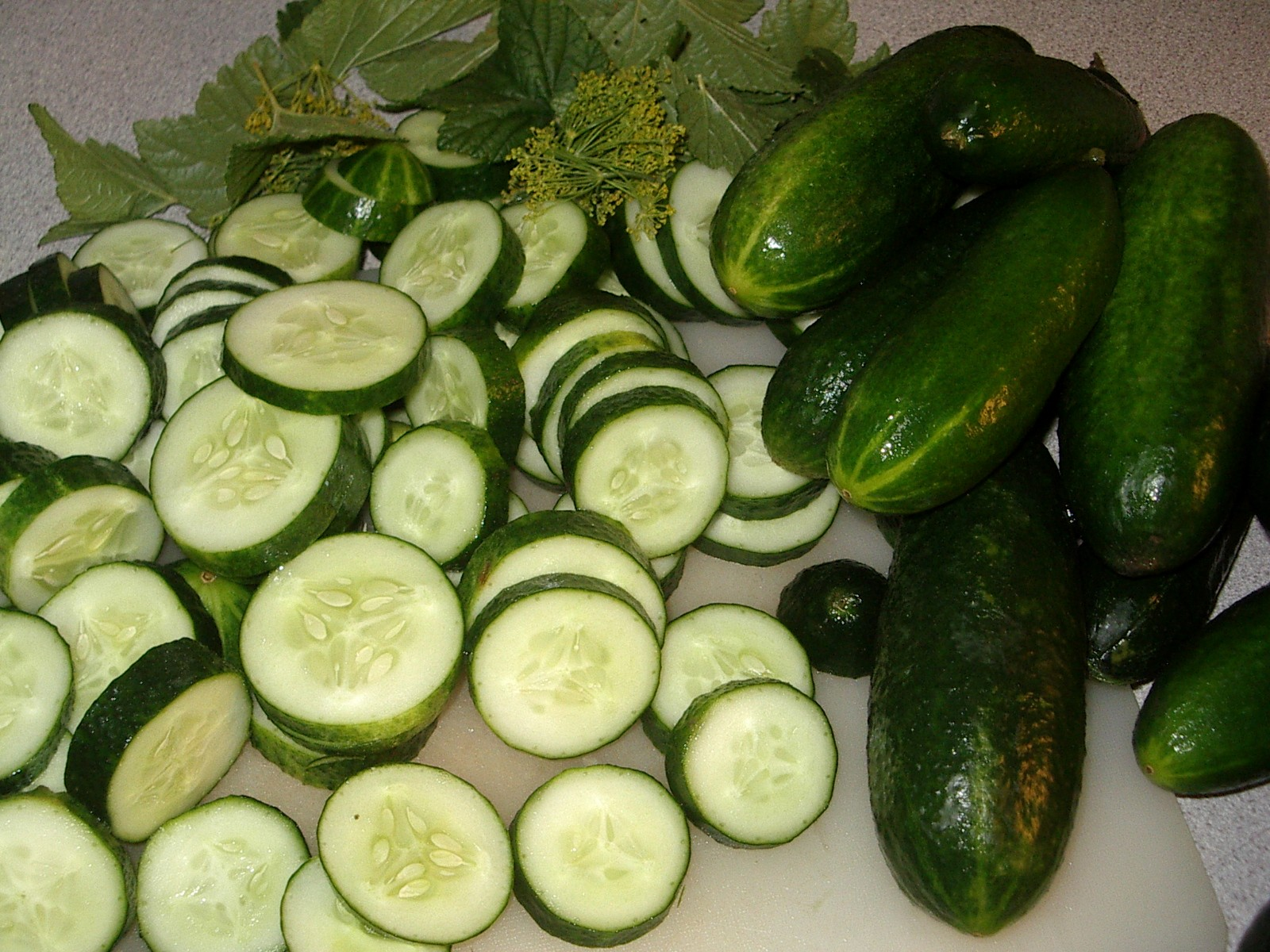
Pepinos.

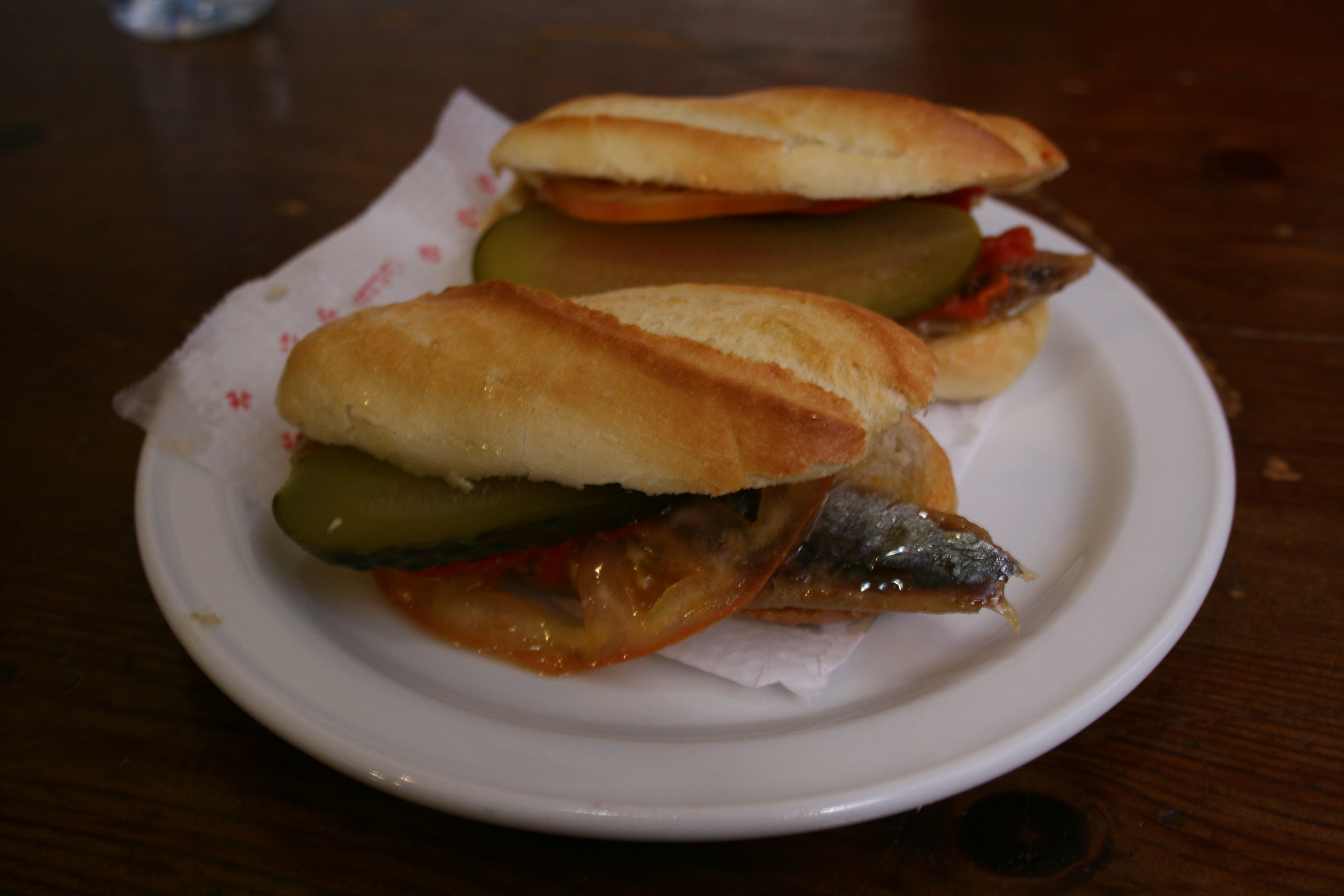
Una variante española del sándwich.

Debido a que el sándwich de pepino generalmente se considera un alimento delicado, el pan se rebana tan fino como sea posible. La cáscara verde del pepino se quita o se marca longitudinalmente con una bifurcación antes de que se rebane el pepino, las rebanadas del pepino se secan suavemente con una toalla de papel antes de ser empleadas. Las rebanadas del pan son cuidadosamente untadas con mantequilla a lo largo de toda su superficie hasta el final de los bordes y a las rebanadas del pepino se colocan sobre el sándwich momentos antes de que se sirva para prevenir que el sándwich se ponga húmedo y que pierda así su frescura. Se vierten algunas gotas del zumo del limón sobre las rebanadas del pepino, si se desea. Las cortezas exteriores del pan se quitan y las rebanadas se cortan diagonalmente dos veces, creando de esta forma cuatro sándwich triangulares similares a los tea sandwich.

## Variantes
El sándwich tradicional de pepino es de origen británico. Existen diferentes variantes modernas de este sándwich, en gran parte de origen estadounidense, al que se le añaden queso en crema, eneldo picado o especias, se emplea pan integral, rebanadas de salmón ahumado, e incluso pan con las cortezas intactas. Una variante estadounidense específica incluye el benedictino, se trata de una crema verde elaborada con queso y pepinos. Los puristas británicos del sándwich de pepino fruncen el ceño convencionalmente cuando se les muestran estas variantes y muchos no considerarían las variantes modernas un cucumber sandwich, sino más bien un sándwich que lleva pepino como uno de sus ingredientes.
Los sándwichs de pepino se sirven a menudo como un bocado ligero que acompaña al té de la tarde, suele considerarse una comida ligera formal servida a una cierta hora durante la tarde antes de la cena principal. Además, los sándwichs de pepino se suponen para ser servidos en las pausas del cricket de los clubes de Inglaterra. Debido a la influencia inglesa en cultura india, en la India, los sándwichs de pepino son muy populares durante las comidas campestres del fin de semana. La variante india se condimenta con salsa picante o chatni, y contiene a veces rebanadas de patatas cocidas. Debido a las condiciones de cultivo en la India del pepino sólo puede comerse este tipo de sándwiches en verano.

## Historia
Los sándwiches de pepino tienen un contenido bajo en proteínas y es por esta razón por la que no se considera generalmente como un plato único. Esta proporción es deliberada: los sándwiches de pepino se han asociado históricamente a las clases altas de la era victoriana en el Reino Unido, y era por aquella época que las personas estaban gran parte del tiempo ociosas y es que sólo podrían consumir los alimentos con poco valor nutritivo. De manera estereotipada, los sándwiches de pepino han formado parte de los Tea time. Por contraste las clases más bajas han preferido otro tipo de sándwich con un alto contenido cárnico y, en contraste, se ha denominado el "meat tea" (té con carne).